# High color
High color – sposób wyświetlania przestrzeni barw na ekranie wyświetlacza o 15-bitowej lub 16-bitowej głębi kolorów. W tym trybie każdy kolor określany jest przez wartość 2-bajtową.
15-bitowa głębia kolorów, czyli po 5 bitów na każdą składową modelu RGB (czerwona, zielona i niebieska), umożliwia wyświetlenie 215, czyli 32 768 kolorów – wtedy 1 bit zostaje niewykorzystany.
16-bitowa głębia kolorów umożliwia wyświetlenie 216, czyli 65 536 kolorów, następująco zakodowanych w przestrzeni RGB:
- składowa czerwona i niebieska – 5-bitowo (32 możliwe poziomy jasności),
- składowa zielona – 6-bitowo (64 możliwe poziomy jasności), ponieważ oko ludzkie rozróżnia więcej odcieni koloru zielonego.